# Jeremiah Williams (Pokerspieler)
Jeremiah Williams (* 1998 oder 1999) ist ein US-amerikanischer Pokerspieler. Er ist zweifacher Braceletgewinner der World Series of Poker.

## Pokerkarriere

### Werdegang
Seine erste Geldplatzierung bei einem Live-Pokerturnier erzielte Williams im Juni 2018 in Tampa. Im Januar 2019 erreichte er beim Main Event des PokerStars Caribbean Adventures auf den Bahamas die Geldränge. Im Wynn Las Vegas saß der Amerikaner Anfang Dezember 2020 bei zwei 10.000 US-Dollar teuren Events am Finaltisch und sicherte sich Preisgelder von knapp 70.000 US-Dollar. Im Juli 2021 platzierte er sich unter seinem Nickname freestylerr bei sechs Turnieren der World Series of Poker Online (WSOPO) auf WSOP.com auf den bezahlten Plätzen. Dabei entschied Williams ein Event der Variante No Limit Hold’em für sich und erhielt ein Bracelet sowie den Hauptpreis von rund 140.000 US-Dollar. Auch bei der WSOPO 2022 gewann er ein Event und sicherte sich knapp 50.000 US-Dollar sowie sein zweites Bracelet.
Insgesamt hat sich Williams mit Poker bei Live-Turnieren mehr als 150.000 US-Dollar erspielt.

### Braceletübersicht
Williams kam bei der WSOP 22-mal ins Geld und gewann zwei Bracelets:
| Jahr   | Buy-in (in $) | Turnier                           | Teilnehmer | Preisgeld (in $) |
| ------ | ------------- | --------------------------------- | ---------- | ---------------- |
| 2021 O | 1000          | WSOP.com – No Limit Hold’em 8-Max | 459        | 139.600          |
| 2022 O | 0500          | WSOP.com – No-Limit Hold’em 6-Max | 561        | 048.697          |